# Ignacio Prado
Ignacio Prado (nascido em 21 de setembro de 1993) é um ciclista mexicano. Especializado em ciclismo de pista, Prado competiu nos Jogos Pan-Americanos de 2015.